# Paria fragariae
Paria fragariae är en skalbaggsart som beskrevs av Wilcox 1954. Paria fragariae ingår i släktet Paria och familjen bladbaggar.

## Underarter
Arten delas in i följande underarter:
- P. f. fragariae
- P. f. kirki